# Paul Gascoigne
Paul John Gascoigne (Gateshead, 27. svibnja 1967.) je bivši engleski nogometaš i trener. Poznat je pod nadimkom Gazza. Igrao je u veznom redu. Sudjelovao je u mnogim incidentima izvan nogometnih terena za vrijeme i nakon karijere zbog kojih se smatra da nije do kraja ostvario svoj igrački potencijal. 

## Klupska karijera
Igrao je nogomet od 4. godine. Po cijele je dane trenirao. Bio je na provjeri u nekoliko engleskih klubova, ali nije zadovoljio. Postao je nogometaš Newcastle Uniteda. U privatnom životu, njegov otac bio je teško bolestan, a prije toga bio je prisiljen raditi u inozemstvu. Gascoigne je svjedočio pogibiji prijatelja svog brata u prometnoj nesreći. Bolovao je od depresivno-kompulzivnog poremećaja. U slobodno vrijeme sudjelovao je u manjim krađama iz zabave. Imao je problema s klađenjem. Njegov bliski prijatelj ubijen je na ulici, gdje se slučajno zatekao.
Bio je kapetan mlade rezervne momčadi Newcastlea. Prvi je put igrao za prvu momčad u travnju 1985. godine. S vremenom je redovito igrao u prvoj momčadi. U privatnom životu, sudjelovao je u prometnoj nesreći, kada je sa suputnikom pregazio čovjeka i pobjegao s mjesta događaja, nemajući vozačku dozvolu. Jednom je ljutit, uzeo traktor za košenje trave na igralištu i namjerno se zabio u zid svlačionice, iskočivši u posljednji čas. U 197 nastupa za Newcastle zabio je 25 golova. Na kraju sezone 1987./88. proglašen je za najboljeg mladog igrača lige. Za njega su se počeli zanimati veliki klubovi. 
Obećao je Alexu Fergusonu, da će prijeći u Manchester United, ali je prešao u Tottenham, nakon što je taj klub kupio kuću njegovoj obitelji. U dvije sezone u 75 nastupa postigao je 14 golova. Igrao je na visokoj razini. U sezoni 1990./91. predvodio je Tottenham do finala FA kupa, postigavši 6 golova. Ističe se gol iz slobodnog udarca u polufinalu protiv Arsenala na Wembleyu. Prije finala potpisao je za talijanski Lazio. U finalu se teško ozlijedio. Osvajanje kupa pratio je iz bolnice. Propustio je cijelu sezonu 1991./92. Ozljeda se dodatno pogoršala, kada se dodatno ozlijedio u incidentu u noćnom klubu.
Igrao je za Lazio od rujna 1992. do ljeta 1995. godine. U 47 nastupa dao je 6 golova. Bio je dosta ozlijeđen, igrao je promjenjivo, nije se potpuno prilagodio talijanskom načinu života.
U ljeto 1995. godine, prešao je u škotski Rangers. S njima je osvojio škotsko prvenstvo u sezonama 1995./96. i 1996./97. te dva škotska kupa. Proglašen je za igrača godine u izboru igrača i novinara. Zabio je nezaboravan gol protiv Celtica i važan hat-trick protiv Abeerdena. U utakmici protiv Hibsa našalio se sa sucem, kojem je ispao žuti karton iz džepa. Oponašao je sviranje flaute na utakmici protiv Celtica. To je uvrijedilo navijače Celtica, jer to u Škotskoj ima negativno simboličko značenje pa je novčano kažnjen. Uvršten je u Kuću slavnih Rangersa 2006. godine, zajedno s Brianom Laudrupom.
Kasnije je igrao za engleske klubove Middlesbrough, Everton i Burnley s promijenjivim uspjehom, jer su ga mučili i osobni problemi. Kratko je igrao za kineski klub Gansu Tianma i engleski nižerazredni Boston United.
Bio je trener engleskog kluba Kettering Town 2005. godine. Otpušten je nakon 39 dana, zbog problema s alkoholom.

## Reprezentativna karijera
Za englesku reprezenataciju igrao je od 1988. do 1998. godine. U 57 nastupa zabio je 10 golova. Debitirao je u prijateljskoj utakmici protiv Danske 1988. godine. Na Svjetskom nogometnom prvenstvu 1990. u Italiji istakao se svojom igrom. Dobio je žuti karton u polufinalu protiv Zapadne Njemačke. Imao je već prije žuti karton iz prijašnjih utakmica pa je time izgubio mogućnost igranja u finalu, da se Engleska plasirala. Plakao je zbog žutog kartona i postao jako popularan među engleskim navijačima, zbog želje i zalaganja. Uvršten je u najbolju momčad prvenstva.
Igrao je zapaženu ulogu i na Europskom prvenstvu 1996. u Engleskoj. Zabio je gol Škotskoj. Igrači su proslavili gol, tako što je Gascoigne legao na travnjak, a igrači su mu prskali vodu u usta iz bočice. Prije Europskog prvenstva, Gascoigne i Teddy Sheringham uslikani su kako se opijaju, sjedeći na zubarskim stolicama. Engleska je izgubila u polufinalu od Njemačke na jedanaesterce. Gascoigne je ponovno plakao. Uvršten je u najbolju momčad prvenstva.
Pomogao je u kvalifikacijama za Svjetsko prvenstvo 1998. godine. Nije uvršten u reprezentaciju za Svjetsko prvenstvo, zbog ozljeda i neprofesionalnog ponašanja.

## Osobni život
Nakon prekida karijere, imao je problema s alkoholom. Bolovao je od bulimije, opsesivno-kompulzivnog poremećaja, bipolarnog poremećaja i alkoholizma. Nekoliko je puta proveo noć u zatvoru, zbog incidentnog ponašanja. Razveo se sa ženom nakon 2 godine braka. Sudjelovao je u nekoliko tv-emisija. Imao je hit pjesmu 1990. godine. Kasnije je putovao na turneji s grupom Iron Maiden. Liječio se nekoliko puta od alkoholizma. Nekoliko puta se samoozlijeđivao. U svibnju 2007. godine, primljen je u bolnici nakon proslave 40. rođendana. Operirali su mu želudac. Tijekom rehabilitacije 2008. godine., tri puta mu je stalo srce pa su ga oživljavali. Ozlijeđen je u prometnoj nesreći 13. lipnja 2010. godine, kada je na njegov auto naletjela pijana žena.